# 西秦行政區劃
西秦全盛時期的疆域，是在西元426年胡夏進攻西秦以前，當時統有11州，20餘個郡，疆域大致走向為北從麥田、度堅往西南至武威東，西南至青海湖之計羅，又東南至澆河南，東南至西傾山、甘松山，又南下到今白龍江上游，然後又東北至今天水西、平涼北，再西北至度堅山。

## 政區
西秦的州郡設置方面，清代學者洪亮吉《十六國疆域志》卷15《西秦》中有詳細論述。在州方面，共列秦州、河州、東秦州、南梁州、梁州、北河州、沙州、涼州、定州、益州、商州11個州，遺漏安州。
郡方面，共列有隴西、金城、秦興、興國、武威、三河、東金城、興晉、西平、廣武、晉興、湟河、略陽、南安、漢陽、西安、澆河、廣寧、武城、武陽、安固、武始、天水、漒川、甘松、匡朋、白馬、苑川、大夏、永晉、樂都、建昌32郡。而近人周偉洲考證，認為當中的大夏、永晉、樂都、建昌4郡不能列為西秦屬郡，並據1972年甘肅張家川出土的《王真保墓誌》，補上祁連郡，共計有29個郡。（見周偉洲《南涼與西秦》，頁172-177）
縣方面，洪亮吉雖然在《十六國疆域志》列出各郡縣名，周偉洲認為大都是沿習前涼舊制，而且缺乏史籍記載，因此只能作為參考，不可盡信。